# مونترات (کارولینای شمالی)
مونترات (به انگلیسی: Montreat) شهری در ایالت کارولینای شمالی کشور ایالات متحده آمریکا است که جمعیت آن در سرشماری سال ۲۰۱۰ میلادی، ۷۲۳ نفر بوده‌است.